# Oleg Jarosławicz
Oleg Jarosławicz – książę halicki w latach: 1187, 1188. Jego poprzednikiem był  Jarosław Ośmiomysł a następcą  Roman Halicki. Syn Jarosława Ośmiomysła i Olgi, córki Jerzego Dołgorukiego; brat Włodzimierza Jarosławicza.